# Geert Lubberhuizen

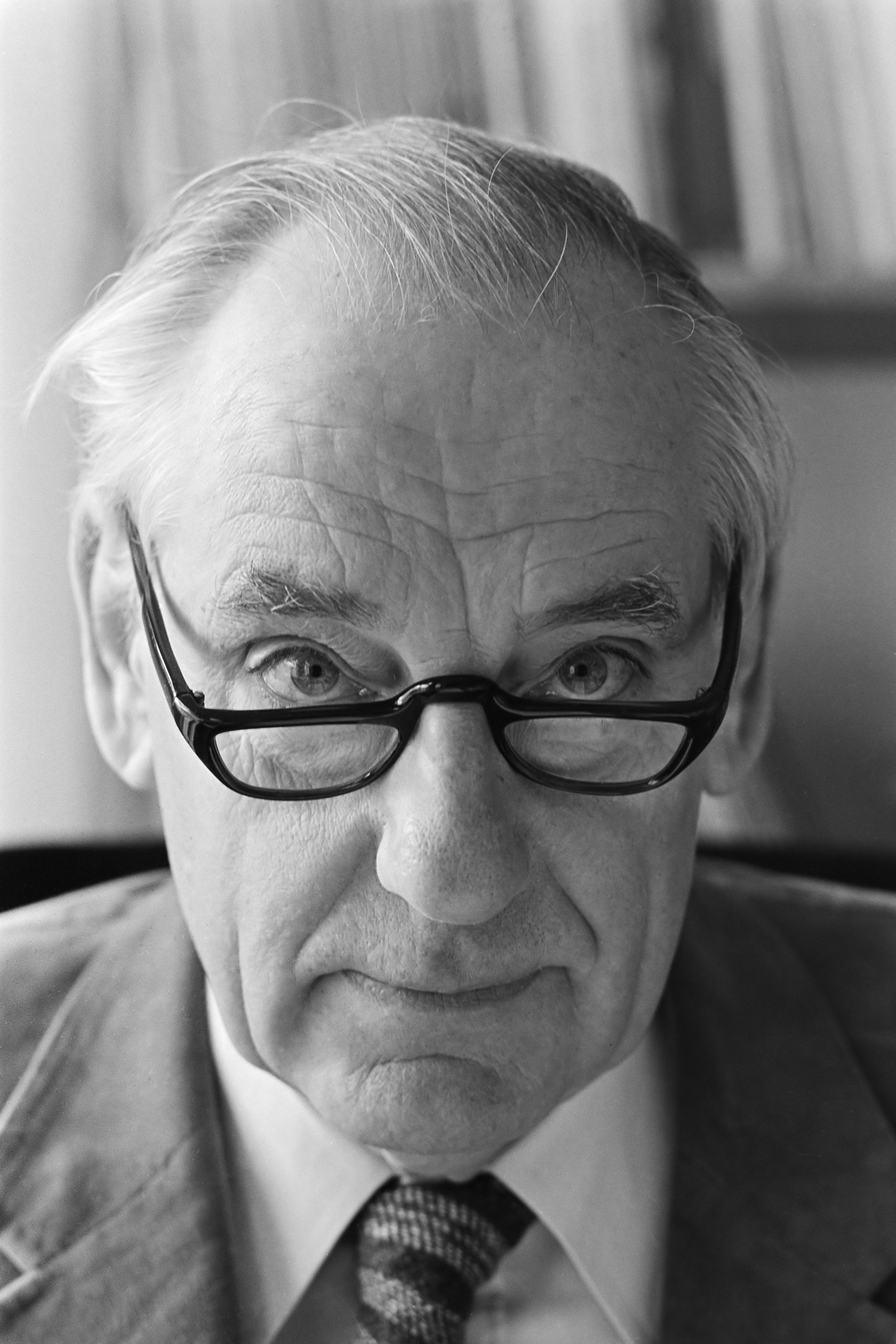
Geertjan Lubberhuizen (1981)

Geertjan (Geert) Lubberhuizen (Schoten (NH), 15 maart 1916 – Cornamona, Ierland, 18 juli 1984) was een Nederlands uitgever.

## Familie en jeugd
Lubberhuizen was een zoon van de werktuigbouwkundig ingenieur Willem Lubberhuizen en Josina Petronella de Muijnck. Hij trouwde vier keer: in 1944 met Wilhelmina Jacoba van Reenen (1917-2004), lid van de familie Van Reenen, uit welk huwelijk twee zonen werden geboren, onder wie uitgever Bas Lubberhuizen (1946); in 1952 met Anna Simonis (1920-2009); in 1955 met Hilda Helena Nelly Tjeenk Willink (1919-1998), lid van de familie Tjeenk Willink; en in 1967 met Cornelia Harmsen (1930), uit welk laatste huwelijk nog een zoon en een dochter werden geboren.
Lubberhuizen verloor zijn moeder toen hij nog geen twee jaar oud was. De tweede vrouw van zijn vader voedde hem echter liefdevol op; hij kwam pas op zijn 18e te weten dat zij niet zijn biologische moeder was. Zijn jeugd bracht hij, door werkzaamheden van zijn vader, in Buenos Aires, Nederlands-Indië, van 1922 tot 1928 in Ede en ten slotte in Arnhem door. Na de middelbare school ging hij scheikunde studeren in Utrecht, maar oorlogsomstandigheden en zijn beginnende werkzaamheden deden hem de studie nooit afronden.

## Oorlogsjaren
Lubberhuizen was redacteur van het studentenblad Vox Studiosorum. Nadat hij een bespreking wijdde aan de antisemitische film Jud Süss werd het blad verboden door de bezetter. Daarop begonnen zijn illegale werkzaamheden die onder andere uitmondden in de oprichting van de uitgeverij De Bezige Bij in 1944. De naam is ontleend aan zijn schuilnaam Bas Ruys en het Bas Busy wat hij vaak gebruikte om briefjes te ondertekenen. Als lid van het Utrechts Kindercomité hielp hij mee om circa driehonderd Joodse kinderen te laten onderduiken. Ter financiering van dit laatste werd een vele malen herdrukte rijmprent, Het lied der achttien doden van Jan Campert uitgegeven. In 1974 werd hij door Yad Vashem voor zijn verzetswerk onderscheiden als Rechtvaardige onder de Volkeren.
Op 19 april 1944 trouwde Lubberhuizen met Willy van Reenen en vestigden zij zich in Amsterdam, waar een woning aan de Keizersgracht 260 betrokken werd.

## Uitgever

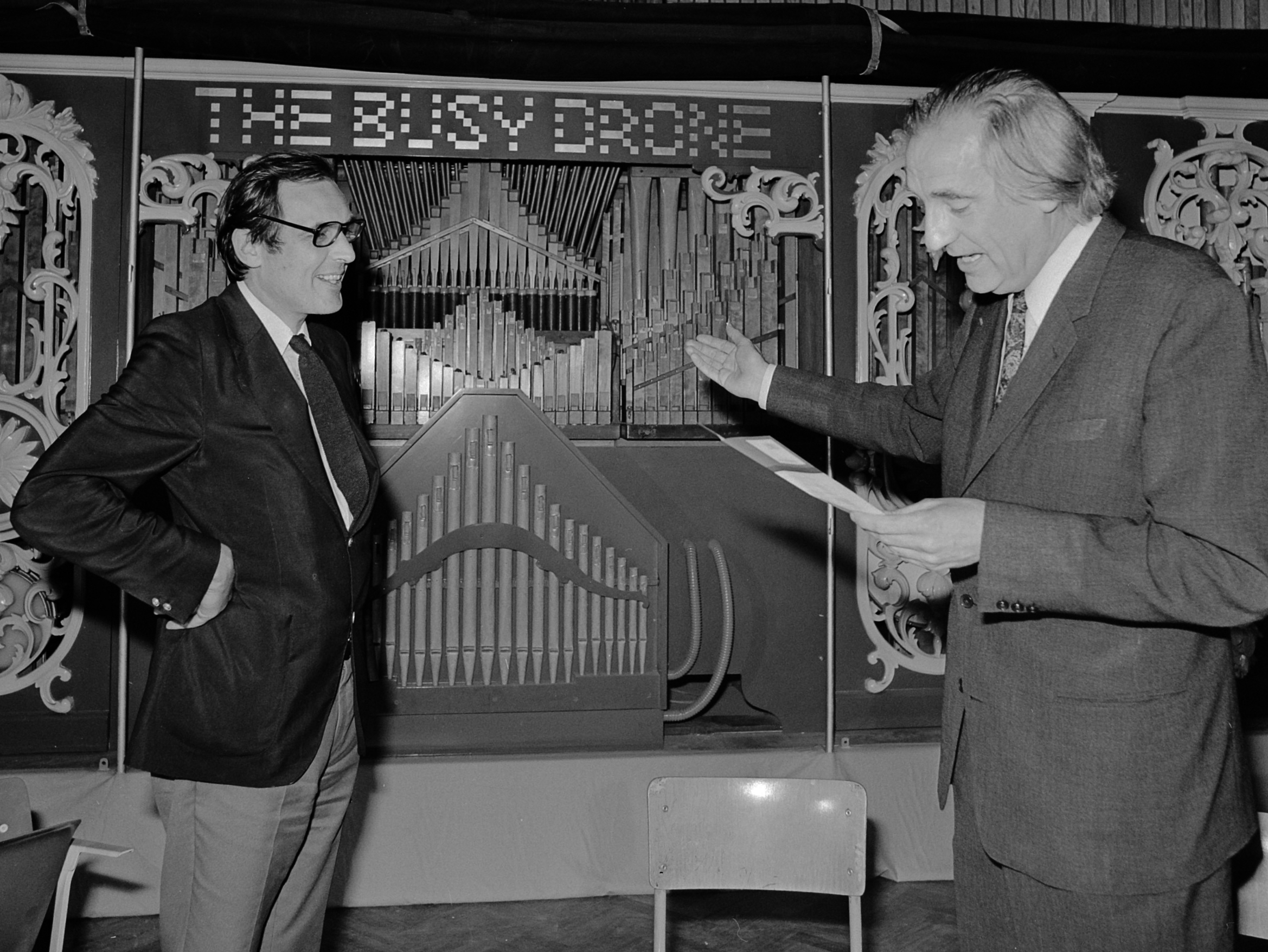
Geert Lubberhuizen overhandigt The Busy Drone aan Han Lammers (1973). Het orgel staat anno 2015 in het Orgelpark.

De uitgave van de rijmprent deed hem mede beseffen dat het uitgeversvak hem lag. Na het illegale drukwerk begon hij samen met Charles van Blommestein en Wim Schouten de Coöperatieve Vereeniging "De Bezige Bij" waarbij uitgegeven auteurs zich konden aansluiten en zo ook delen in de winst. Vanaf 1956 was Lubberhuizen enig directeur. De Bezige Bij kon stand houden wegens enkele topauteurs zoals Annie M.G. Schmidt en Marten Toonder.
Lubberhuizen vervulde verschillende nevenfuncties in het boekenvak: voorzitter van de Commissie voor de Collectieve Propaganda van het Nederlandse Boek (1961-1964) en voorzitter van de Koninklijke Nederlandse Uitgeversbond (1967-1968). Van 1974 tot 1984 was hij bovendien verbonden aan Poetry International.
In 1981, na zijn pensionering, verhuisde hij naar Ierland, waar hij de naar zijn woonplaats vernoemde bibliofiele uitgeverij 'Cornamona Pers/Press' startte en waar hij als eerste uitgave een tekst van Simon Vestdijk publiceerde. Zijn huis in Ierland was uitgezocht door Toonder. Hij gaf op die pers, met uitgaven in kleine oplage met ook luxe edities, onder andere werk uit van Willem Frederik Hermans en Hermine de Graaf. Nadat in 1983 een hersentumor werd ontdekt, overleed hij enkele maanden later.